# Hồng Baker-Miller
Hồng Baker–Miller, còn có tên gọi khác là P-618, hồng Schauss hay hồng Drunk-Tank là một tông màu hồng được ghi nhận là có tác dụng làm giảm hành vi chống đối, bạo lực hoặc gây gổ tạm thời. Màu hồng Baker-Miller ban đầu được tạo ra bằng cách trộn sơn mủ cao su màu trắng trong nhà với sơn màu đỏ nửa bóng ngoài trời theo tỷ lệ thể tích 1:8.
Alexander Schauss đã nghiên cứu sâu rộng về tác động của màu sắc lên cảm xúc tại Cơ sở Cải huấn Hải quân ở Seattle và đã đặt tên cho màu này theo tên của giám đốc viện, Baker và Miller.

## Lịch sử
Vào cuối thập niên 1960, Alexander Schauss, người hiện đang điều hành Viện Nghiên cứu Sinh học Xã hội Hoa Kỳ tại Tacoma, Washington, đã nghiên cứu các phản ứng tâm lý và sinh lý của con người đối với màu hồng. Schauss đã đọc các nghiên cứu của bác sĩ tâm thần người Thụy Sĩ Max Lüscher, người cho rằng sở thích về màu sắc đưa ra những manh mối về tính cách của một người. Lüscher nhận thấy rằng sở thích về màu sắc thay đổi tùy theo biến động về tâm sinh lý ở bệnh nhân. Lüscher khẳng định rằng việc lựa chọn màu sắc phản ánh trạng thái cảm xúc. Ông đưa ra giả thuyết rằng việc lựa chọn màu sắc của một người phản ánh những thay đổi tương ứng trong hệ thống nội tiết, nơi sản xuất ra nội tiết tố. Schauss sau đó đưa ra giả thuyết rằng điều ngược lại cũng có thể đúng; màu sắc có thể gây ra những thay đổi về cảm xúc và nội tiết tố, và các bước sóng ánh sáng khác nhau có thể kích hoạt những phản ứng sâu sắc và có thể đo lường được trong hệ nội tiết.
Trong những thử nghiệm đầu tiên vào năm 1978, Schauss nhận thấy rằng màu sắc ảnh hưởng đến sức mạnh cơ bắp, hoặc làm cho một người trở nên sung sức hay yếu đi, và thậm chí ảnh hưởng đến hệ tuần hoàn. Schauss bắt đầu thử nghiệm trên cơ thể ông với sự giúp đỡ của trợ lý nghiên cứu John Ott. Ông phát hiện ra rằng một sắc hồng cụ thể có tác dụng sâu sắc nhất. Ông đã dán nhãn tông màu hồng này là "P-618".  Schauss đã nhấn mạnh rằng khi nhìn chăm chú vào một tấm thẻ có kích thước 18 nhân 24 inch (46 cm × 61 cm) in màu này, đặc biệt là sau khi tập thể dục, sẽ cho kết quả là "hiệu ứng làm giảm nhịp tim, mạch đập và hô hấp rõ rệt so với các màu khác".
Năm 1979, Schauss đã thuyết phục được ban giám đốc của một cơ sở cải tạo hải quân ở Seattle, Washington sơn một số phòng giam thành màu hồng để kiểm nghiệm tác động của tông màu này đối với tù nhân. Schauss đã đặt tên màu này theo tên của hai giám đốc Viện Cải huấn Hải quân là Baker và Miller. Hồng Baker–Miller hiện là tên chính thức của màu này.
Tại cơ sở cải tạo, tỷ lệ các vụ hành hung trước và sau khi các phòng giam được sơn màu hồng đều được theo dõi. Theo báo cáo của Hải quân, "Kể từ khi phương pháp này được tiến hành vào ngày 1 tháng 3 năm 1979, không có sự vụ nào về hành vi thất thường hoặc chống đối xảy ra ở những tù nhân trong giai đoạn giam giữ ban đầu". Báo cáo quan sát thấy rằng chỉ cần tiếp xúc trong 15 phút đã chắc chắn về khả năng xảy ra hành vi bạo lực hoặc chống đối sẽ giảm xuống.

## Tác động
Kết quả của một nghiên cứu có đối chứng được James E. Gilliam và David Unruh thực hiện đã cho kết quả mâu thuẫn với những tác động của màu hồng Baker–Miller được Schauss đưa ra, là làm giảm nhịp tim và sức mạnh. Trong khi kết quả nghiên cứu của Schauss tại cơ sở cải tạo hải quân ở Seattle cho thấy màu hồng Baker–Miller có tác dụng tích cực và làm dịu đối với tù nhân; màu hồng tương tự được sử dụng tại nhà tù chính ở Quận Santa Clara, California đã cho kết quả là tỷ lệ sự vụ trong tù tăng lên và thậm chí đạt đỉnh so với những tháng trước khi thực hiện nghiên cứu, mặc dù tỉ lệ vẫn có một chút giảm trong tháng đầu tiên. Một số nhà nghiên cứu tin rằng tính nữ tính của màu hồng đã gây nên thiên kiến trong kết quả nghiên cứu của Schauss, cũng như nhấn mạnh rằng thí nghiệm của Schauss sử dụng quá nhiều tù nhân nam.